# Emmanuel Edmond
Emmanuel Edmond (* 13. června 1996) je nigerijský fotbalový útočník, od července 2017 bez angažmá. Herním stylem bývá přirovnáván ke krajanovi Emmanuelu Emenike.

## Klubová kariéra
Svou fotbalovou kariéru začal v nigerijské Golden Boot Soccer Academy (GBS Academy).

### FK AS Trenčín
Od června 2014 byl společně s krajanem Rabiu Ibrahimem a Angličanem Jamesem Lawrencem na testech v prvoligovém slovenském klubu FK AS Trenčín, kde přesvědčil trenéra Martina Ševelu. Podepsal smlouvu na tři roky.
V 1. slovenské lize debutoval 17. srpna 2014 proti MFK Košice (výhra 4:2). O měsíc později 17. září v 10. ligovém kole proti MŠK Žilina (remíza 2:2) vstřelil oba góly svého týmu. V sezóně 2014/15 vyhrál s týmem slovenský fotbalový pohár a také Fortuna ligu (čili double).

### GBS Academy (+ hostování v Kano Pillars FC)
V létě 2015 Trenčín opustil, vrátil se do Nigérie, aby dokončil přerušené studium. Po dokončení školy odešel na hostování do mistrovského týmu sezóny 2014 nigerijské nejvyšší ligy Nigeria Professional Football League, Kano Pillars FC. Zde se mu dařilo, vsítil dokonce hattrick v utkání v dubnu 2016 proti Shooting Stars SC. Poté se o něj opět začaly zajímat evropské kluby.

### FK Dukla Praha
V září 2016 před ukončením přestupového okna v ČR jej získal klub FK Dukla Praha, jenž s hráčem podepsal smlouvu na 2 roky. V červenci 2017 v Dukle skončil.